# Bone Machine
| 전문가 평가          | 전문가 평가 |
| 평가 점수            | 평가 점수   |
| 출처                 | 점수        |
| -------------------- | ----------- |
| AllMusic             | [ 4 ]       |
| Chicago Tribune      | [ 5 ]       |
| Entertainment Weekly | A+          |
| Los Angeles Times    | [ 6 ]       |
| Mojo                 | [ 7 ]       |
| NME                  | 8/10        |
| Q                    | [ 9 ]       |
| Rolling Stone        | [ 10 ]      |
| Select               | 5/5         |
| Uncut                | [ 12 ]      |

《Bone Machine》은 미국의 싱어송라이터 톰 웨이츠의 열한 번째 스튜디오 음반으로, 1992년 9월 8일, 아일랜드 레코드에서 발매되었다. 이 음반은 그래미 어워드에서 최우수 얼터너티브 뮤직 앨범상을 수상했으며, 데이비드 히달고, 레스 클레이풀, 브레인, 키스 리처즈가 게스트로 참여했다. 이 음반은 《Franks Wild Years》 (1987년) 이후 5년 만에 웨이츠가 스튜디오 음반으로 복귀한 것을 의미한다.
프레리 선 레코딩 스튜디오 지하실 지역의 방에서 녹음된 이 음반은 웨이츠가 "단순히 시멘트 바닥과 온수 히터"라고 묘사한 것으로, 거칠고 헐벗겨진 타악기 중심의 스타일과 죽음과 부패를 중심으로 한 어두운 서정적인 주제로 자주 주목받고 있다. 커버 아트는 뿔 달린 해골 모자와 보호 고글을 쓴 채 비명을 지르는 웨이츠의 흐릿하고 흑백의 클로즈업 이미지로, 밥 딜런의 아들인 영화감독 제스 딜런이 촬영했다.

## 배경
《Bone Machine》은 캘리포니아주 코타티에 있는 프레리 선 레코딩 스튜디오에서 전적으로 녹음 및 제작되었으며, 건물 지하실의 오래된 시멘트 부화실에 위치한 스튜디오 C의 방 "대기실"에서 이루어졌다. 프레리 선의 스튜디오 책임자인 마크 "무카" 레닉은 "대기실은 이 '에코' 방으로 끌려가 본 머신의 청각적 풍경을 만들었습니다. 우리가 톰을 좋아하는 점은 그가 음악학자라는 것입니다. 그리고 그는 엄청난 귀를 가지고 있습니다. 그의 재능은 국보입니다."라고 말했다.
웨이츠는 맨본 스튜디오에 대해 "작업하기 좋은 방을 찾았어요. 시멘트 바닥과 온수기뿐이에요. 좋아요, 여기서 할게요. 에코가 좋아요."라고 말했다. 녹음 환경과 과정에 대한 언급은 프로모션 CD 발매를 위해 제작된 현장 녹음 인터뷰 섹션인 《Bone Machine: The Operator's Manual》에서 이루어졌으며, 이 인터뷰는 전체 스튜디오 트랙과 대화를 결합하여 사전 녹음된 라디오 쇼 형식으로 진행되었다.
《Bone Machine》은 그가 드럼과 타악기를 광범위하게 연주한 첫 번째 웨이츠 음반이다. 1992년, 웨이츠는 "화가 나면 드럼을 연주하는 것을 좋아합니다. 집에는 많은 것들이 걸려 있는 수수께끼라는 금속 악기가 있는데, 그 악기에는 금속 물체가 걸려 있습니다. 망치로 연주하는 것을 좋아합니다. 드럼 연주는 치료 효과가 있습니다. 어렸을 때 찾았으면 좋았을 텐데요."라고 말했다.

## 곡 목록
모든 곡들은 특별한 언급이 없는 한 톰 웨이츠에 의해 작사/작곡하였다.
| #   | 제목                          | 작사·작곡             | 재생 시간 |
| --- | ----------------------------- | --------------------- | --------- |
| 1.  | 〈Earth Died Screaming〉      |                       | 3:39      |
| 2.  | 〈Dirt in the Ground〉        | 웨이츠, 캐슬린 브레넌 | 4:08      |
| 3.  | 〈Such a Scream〉             |                       | 2:07      |
| 4.  | 〈All Stripped Down〉         |                       | 3:04      |
| 5.  | 〈Who Are You〉               | 웨이츠, 브레넌        | 3:58      |
| 6.  | 〈The Ocean Doesn't Want Me〉 |                       | 1:51      |
| 7.  | 〈Jesus Gonna Be Here〉       |                       | 3:21      |
| 8.  | 〈A Little Rain〉             | 웨이츠, 브레넌        | 2:58      |
| 9.  | 〈In the Colosseum〉          | 웨이츠, 브레넌        | 4:50      |
| 10. | 〈Goin' Out West〉            | 웨이츠, 브레넌        | 3:19      |
| 11. | 〈Murder in the Red Barn〉    | 웨이츠, 브레넌        | 4:29      |
| 12. | 〈Black Wings〉               | 웨이츠, 브레넌        | 4:37      |
| 13. | 〈Whistle Down the Wind〉     |                       | 4:36      |
| 14. | 〈I Don't Wanna Grow Up〉     | 웨이츠, 브레넌        | 2:31      |
| 15. | 〈Let Me Get Up on It〉       |                       | 0:55      |
| 16. | 〈That Feel〉                 | 웨이츠, 키스 리처즈   | 3:11      |